# Ocyptamus aequilineatus
Ocyptamus aequilineatus är en tvåvingeart som först beskrevs av Hull 1945.  Ocyptamus aequilineatus ingår i släktet Ocyptamus och familjen blomflugor.
Artens utbredningsområde är Kuba. Inga underarter finns listade i Catalogue of Life.